# Ewa Lipska

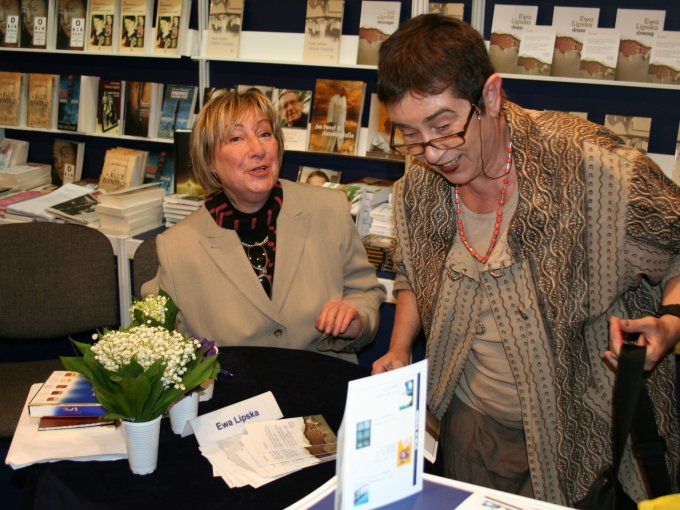
Ewa Lipska (trái) tại Hội chợ sách quốc tế ở Warsaw, 2006

Ewa Lipska (sinh ngày 8 tháng 10 năm 1945 tại Kraków), là một nhà thơ Ba Lan. Bà thuộc thế hệ "Làn sóng mới" của Ba Lan. Các tập thơ của bà đã được dịch sang tiếng Anh, Ý, Séc, Đan Mạch, Hà Lan, Đức và Hungary. Bà hiện sống ở Vienna và Kraków.
Viện Adam Mickiewicz nhận xét: "Mặc dù các bài thơ của bà có một số ý liên quan đến chính trị, những tác phẩm này luôn ghi lại những trải nghiệm cá nhân cụ thể thay vì những khái quát to tát. Vì thơ của bà không che đậy ngôn ngữ tuyên truyền nên cũng chỉ ra những điểm yếu của ngôn ngữ nói chung như một công cụ nhận thức và giao tiếp của con người."

## Sách

### Tuyển tập thơ
- 1967: Wiersze, ("Poems"); Warsaw: Czytelnik[1]
- 1970: Drugi wybor wierszy, ("Second Collection of Poems"); Warsaw: Czytelnik[1]
- 1972: Trzeci wybor wierszy, ("Third Collection of Poems"); Warsaw: Czytelnik[1]
- 1974: Czwarty wybor wierszy, ("Fourth Collection of Verse"); Warsaw: Czytelnik[1]
- 1978: Piaty wybor wierszy, ("Fifth Collection of Verse"); Warsaw: Czytelnik[1]
- 1979: Dom spokojnej młodości ("A Home for Youth"), tập thơ chọn lọc, Kraków: Wydawnictwo literackie[1]
- 1979: Zywa smierc, ("Living Death"); Kraków: Wydawnictwo literackie[1]
- 1981: Poezje wybrane ("Selected Poems"), Warszawa: LSW[1]
- 1982: Nie o śmierć tutaj chodzi, lecz o biały kordonek ("Death Is Not at Stake, But the White Cord"), tập thơ chọn lọc, Kraków: Wydawnictwo literackie[1]
- 1985: Przechowalnia ciemnosci, ("Storage for Darkness"); Warsaw: Przedswit / Warszawska Oficyna Poetow i Malarzy[1]
- 1986: Utwory wybrane ("Selected Work"), Kraków: Wydawnictwo literackie[1]
- 1990: Strefa ograniczonego postoju, ("Limited Standing Zone"); Warsaw: Czytelnik[1]
- 1993: Wakacje mizantropa. Utwory wybrane ("Misanthrope Holidays: Selected Work"), Kraków: Wydawnictwo literackie[1]
- 1994: Stypendisci czasu, ("Time's Scholarship Winners"); Wroclaw: Wydawnictwo Dolnoslaskie[1]
- 1996: Wspólnicy zielonego wiatraczka. Lekcja literatury z Krzysztofem Lisowskim ("Partners of the Green Fan: Literature Lesson with Krzysztofem Lisowskim"), tập thơ chọn lọc, Kraków: Wydawnictwo literackie[1]
- 1997: Ludzie dla poczatkujacych, ("People for Beginners"); Poznan: a5[1]
- 1998: Godziny poza godzinami ("Hours Beyond Hours"), tập thơ chọn lọc, Warsaw: PIW[1]
- 1998: Życie zastępcze, Kraków: Wydawnictwo literackie[1]
- 1999: 1999, Kraków: Wydawnictwo literackie[1]
- 2001: Sklepy zoologiczne, ("Pet Shops"); Kraków: Wydawnictwo literackie[1]
- 2002: Uwaga: stopień, Kraków: Wydawnictwo literackie[1]
- 2003: Ja ("I"); Kraków: Wydawnictwo literackie[1]
- 2004: Gdzie indziej, ("Somewhere else"); Kraków: Wydawnictwo literackie[1]
- 2006: Drzazga, Kraków: Wydawnictwo literackie[1]
- 2007: Pomarańcza Newtona, ("Newton's Orange"); Kraków: Wydawnictwo literackie[1]

### Văn xuôi
- 2009: Sefer, Kraków: Wydawnictwo Literackie[1]

### Tác phẩm khác
- 2018: Boli tylko, gdy się śmieję... Listy i rozmowy, Stanisław Lem,   Ewa Lipska,   Tomasz Lem,  ebook, 2018, ISBN 978-83-08-06692-8, Wydawnictwo Literackie
Từ mô tả cuốn sách: "...chứa bản ghi chép các cuộc trò chuyện giữa nhà thơ và nhà văn vào đầu thế kỷ 21, cũng như các bức thư mà Ewa Lipska trao đổi với con trai của Stanisław Lem khi anh theo học ở Hoa Kỳ. Cuốn sách được tô điểm với nhiều hình chụp."

## Bản dịch các tập thơ tiêu biểu của Ewa Lipska
- (Tiếng Anh) Poet? Criminal? Madman? (Poems). London-Boston: Forest Books, 1991.
- (Tiếng Pháp) Poemes. Deux poétesses Polonaises contemporaines: Ewa Lipska et Wislawa Szymborska. Mundolsheim: L'Ancrier, 1996.
- (Tiếng Đức) Auf den dächern der mausoleen. Gedichte. Berlin: Oberbaum, 1983.
- (Tiếng Đức) Meine zeit. Mein lieb. Mein. leben. Geditchte. Salzburg, Wien: Residenz, 1990.
- (Tiếng Đan Mạch) En misantrops ferie. Aarhus: Husets, 1990.
- (Tiếng Anh) The New Century. Evanston: Northwestern University Press, 2009
- (Tiếng Tây Ban Nha) La astilla. La naranja de Newton Ediciones TREA, 2010. ISBN 978-84-9704-497-4
- (Tiếng Hà Lan) Beste mevrouw Schubert, Gent, Poëziecentrum, 2015. ISBN 978-90-5655-186-5
- (Tiếng Ý) Il lettore di impronte digitali, Rome: Donzelli, 2017.